# Festuca akhanii
Festuca akhanii är en gräsart som beskrevs av Nikolai Nikolaievich Tzvelev. Festuca akhanii ingår i släktet svinglar, och familjen gräs.
Artens utbredningsområde är Iran. Inga underarter finns listade i Catalogue of Life.